# Herbert York
Herbert Frank York (24 tháng Mười một năm 1921 – 19 tháng Năm năm 2009) là một nhà vật lý hạt nhân người Mỹ. Ông đã có nhiều công trình nghiên cứu và nắm giữ vai trò quản lý tại nhiều viện nghiên cứu khoa học của Hoa Kỳ.

## Tiểu sử
York sinh tại Rochester, New York. Ông đã nhận được bằng Cử nhân Khoa học và Thạc sĩ Khoa học của trường Đại học Rochester cùng vào năm 1943, sau đó nhận bằng Ph.D. tại trường University of California, Berkeley năm 1949. Trong Chiến tranh thế giới 2 ông là nhà vật lý tại Phòng thí nghiệm bức xạ Berkeley và làm việc tại Phòng thí nghiệm quốc gia Oak Ridge, trong khuôn khổ Dự án Manhattan. Ông cũng là giám đốc đầu tiên của Phòng thí nghiệm quốc gia Lawrence Livermore từ năm 1952 đến năm 1958. Sau khi rời khỏi Phòng thí nghiệm vào năm 1958, ông đã giữ nhiều vị trí trong chính phủ và các viện nghiên cứu bao gồm Nhà nghiên cứu chính tại Cơ quan Chỉ đạo các Dự án Nghiên cứu Quốc phòng Tiên tiến, và giám đốc đầu tiên của cơ quan Nghiên cứu và Kỹ thuật Quốc phòng.
York là giáo sư của University of California, Berkeley. Ông cũng là hiệu trưởng danh dự University of California San Diego (1961–1964, 1970–1972). Ông cũng là đại diện của Hoa Kỳ trong Tổ chức Hiệp ước Cấm thử Hạt nhân Toàn diện tại Geneva, Switzerland (1979–1981).
York là giám đốc danh dự của Institute on Global Conflict and Cooperation và giám sát các hoạt động nghiên cứu cả ở Livermore và Los Alamos National Laboratories.
Herbert York qua đời ngày 19 tháng Năm năm 2009 tại San Diego hưởng thọ 87 tuổi.

## Các sách đã xuất bản
- Race to Oblivion (Simon & Schuster, 1970)[6]
- Arms Control (Readings from Scientific American (W.H. Freeman, 1973)
- The Advisors: Oppenheimer, Teller and the Superbomb (W.H. Freeman, 1976), a book that Hans Bethe regarded as containing a highly accurate treatment of the "Russian H-bomb" test of 1953.[7]
- Autobiography (1978). "Race to Oblivion: A Participant's View of the Arms Race". Simon and Schuster. Bản gốc lưu trữ ngày 31 tháng 10 năm 2015. Truy cập ngày 23 tháng 10 năm 2008. {{Chú thích web}}: Liên kết ngoài trong |last= (trợ giúp)
- Making Weapons, Talking Peace: A Physicist's Journey from Hiroshima to Geneva (Harper & Row, 1987)
- A Shield in Space? Technology, Politics and the Strategic Defense Initiative (U.C. Press, 1988, with Sanford Lakoff)
- Arms and the Physicist (American Physical Society, 1994)

## External links
- Annotated Bibliography for Herbert York from the Alsos Digital Library for Nuclear Issues
- Interview: Conversations with History: Reminiscences from a Career in Science, National Security, and the University, with Herbert F. York
- Herbert F. York Papers MSS 107. Special Collections & Archives, UC San Diego Library.

Bản mẫu:UCSanDiego chancellors